# مارچتلی
مارچتلی (به ایتالیایی: Marcetelli) یک کومونه در ایتالیا است که در استان ریتی واقع شده‌است.

## خصوصیات
مارچتلی ۱۱٫۱ کیلومترمربع مساحت و ۱۲۶ نفر جمعیت دارد و ۹۳۰ متر بالاتر از سطح دریا واقع شده‌است.